# AA Большой Медведицы
AA Большой Медведицы (лат. AA Ursae Majoris) — двойная затменная переменная звезда типа W Большой Медведицы (EW) в созвездии Большой Медведицы на расстоянии приблизительно 1082 световых лет (около 332 парсеков) от Солнца. Видимая звёздная величина звезды — от +11,58m до +10,88m. Орбитальный период — около 0,4681 суток (11,235 часов).

## Характеристики
Первый компонент — жёлтая звезда спектрального класса G0.